# Mount Bridger
Mount Bridger ist ein 2295 m hoher Berg im ostantarktischen Viktorialand. Er ragt an der Südseite des Pearl-Harbor-Gletschers und 8 km nordnordöstlich des Conard Peak in der Cartographers Range der Victory Mountains auf.
Der United States Geological Survey kartierte ihn anhand eigener Vermessungen von Luftaufnahmen der United States Navy aus den Jahren von 1960 bis 1964. Das Advisory Committee on Antarctic Names benannte den Berg 1970 nach William D. Bridger (1933–2007), Flugzeugmaschinist und Flugingenieur von Maschinen des Typs LC-130 Hercules auf dem Flugfeld Williams Field vor der Ross-Insel bei der Operation Deep Freeze des Jahres 1968.